# 半带银鲈
半带银鲈（学名：Gerres subfasciatus）是银鲈科银鲈属的鱼类，原产于澳大利亚的印度洋和太平洋沿岸水域。

## 外形
半带银鲈可以通过其长达20厘米的银色身体来识别。这种鱼的下颌高度突出，背鳍基底长，前刺尖端为黑色，比其他鱼鳍长。其上下颌都可以向外和向下突出，形成管状，用于捕食底栖无脊椎动物。

## 栖息
半带银鲈的分布范围从澳大利亚西北部的热带地区，到东海岸南部的新南威尔士州南部地区。通常可观察到沙质海底形成的鱼群，栖息在河口和沿海珊瑚礁中。